# Юрчишин, Владимир Васильевич
Владимир Васильевич Юрчишин (9 марта 1925, Заячевка — 13 августа 2017, Киев) — советский экономист-аграрник, член-корреспондент ВАСХНИЛ (1975), иностранный член РАСХН (1992), иностранный член РАН (2014).

## Биографические сведения
Родом из села Заячевка. Окончил плодоовощной факультет Уманского сельскохозяйственного института (1953). Член-корреспондент ВАСХНИЛ (1975). Работал в Украинской сельскохозяйственной академии (в 1968—1976 — её ректор).
В 1970-х годах был руководителем Украинского научно-исследовательского института экономики и организации сельского хозяйства имени Шлихтера и соредактором научного сборника «Экономика и организация сельского хозяйства» (1964—1987).
Юрчишин — автор более 500 фундаментальных научных работ по проблемам аграрной политики, реформирования аграрных отношений, перехода аграрной сферы Украины к рыночной экономике, истории аграрной экономики Украины.
Подготовил 40 кандидатов и 3 доктора экономических наук.
Награждён орденом «Знак Почета» (1970, 1974), медалями.